# Egon Bittner
Pour les articles homonymes, voir Bittner.
Egon Bittner, né le 16 avril 1921 à Skřečoň (Tchécoslovaquie) et mort le 7 mai 2011, est un sociologue américain, professeur émérite de l'université Brandeis à partir de 1971. Il est l'un des premiers à s'être interrogé sur les relations entre police et société et à avoir développé une sociologie de la police. Son approche s'inspire notamment de l'ethnométhodologie.

## Biographie
D'origine tchèque, il émigre aux États-Unis en 1949 et il obtient un Ph.D. à l'université de Californie à Los Angeles. De 1963 à 1968, il enseigne à l'University of California Medical School pour ensuite devenir professeur à l'université Brandeis (Massachusetts).
Dans son ouvrage le plus célèbre, The Functions of the Police in Modern Society (1970), il soutient que la police doit être définie par sa capacité à faire usage de la force.

## Publications
- The Functions of the Police in Modern Society: a Review of Background Factors, Current Practices, and Possible Role Models, Chevy Chase, Md., National Institute of Mental Health Center for Studies of Crime and Delinquency, Crime and delinquency issues, 1970.
- « Objectivity and realism in sociology », in G. Psathas (ed.), Phenomenological Sociology, p. 109-125, John Wiley, 1973.
- « Florence Nightingale in pursuit of Willie Sutton : A theory of the police », in H. Jacob (ed.), The Potential for Reform of Criminal Justice, Sage Criminal Justice System Annuals, Beverly Hills, California, Sage Publications, 1974, 17-44.
- avec Sheldon Krantz, Standards relating to police handling of juvenile problems, recommended by the IJA-ABA Joint Commission on Juvenile Justice Standards, Irving R. Kaufman, chairman, William S. White and Margaret K. Rosenheim, chairmen of Drafting Committee I ; Egon Bittner and Sheldon Krantz, reporters, Cambridge, Mass. : Ballinger Pub. Co., 1977.
- Popular interest in psychiatric remedies: A study in social control, New York, Arno Press, 1980  (ISBN 978-0405129537).
- Aspects of Police Work, Boston, Northeastern University Press, 1990  (ISBN 978-1555530693).
- « De la faculté d'user de la force comme fondement du rôle de la police », in Les Cahiers de la sécurité intérieure, 3, 221-235, 1991.